# Hypercompe anomala
Hypercompe anomala là một loài bướm đêm thuộc phân họ Arctiinae, họ Erebidae.